# (31179) Gongju
(31179) Gongju est un astéroïde de la ceinture principale.

## Description
(31179) Gongju est un astéroïde de la ceinture principale. Il fut découvert le 21 décembre 1997 à Chichibu par Naoto Satō. Il présente une orbite caractérisée par un demi-grand axe de 2,44 UA, une excentricité de 0,19 et une inclinaison de 3,5° par rapport à l'écliptique.

## Compléments